# Dood in Venetië (muziektheater)
Dood in Venetië is muziektheater op basis van de novelle De dood in Venetië van de Duitse auteur Thomas Mann, die in 1912 werd gepubliceerd. De productie beleefde haar wereldpremière op 4 april 2019 in Koninklijk Theater Carré in Amsterdam. Na de laatste voorstelling in Amsterdam zou een internationale tournee volgen, naar Londen, Parijs en Zagreb.
De novelle van Mann werd voor het toneel bewerkt door Ramsey Nasr. In de door Ivo van Hove geregisseerde Amsterdamse voorstellingen speelde Nasr zelf een van de hoofdrollen; Von Aschenbach, de schrijver die tijdens een verblijf in Venetië verliefd wordt op Tadzio, een jongen met een perfect lichaam. Voor het schrijven van het stuk reisde Nasr verschillende malen naar Venetië. Thomass Mann schreef zijn novelle eveneens na een reis naar Venetië, waar hij gevoelens kreeg voor een Poolse jongen, Wladzio.
In deze toneelbewerking voert Nasr ook Thomas Mann en zijn echtgenote Katia als personages op. Mann wordt gespeeld als schrijver vanachter zijn bureau, maar spreekt in het stuk ook met zijn creatie en alter ego Von Aschenbach. Katia becommentarieert zijn werk en zijn homoseksuele neigingen, maar blijft loyaal aan de grote schrijver.

## Uitvoerenden
Het stuk werd in Amsterdam uitgevoerd door het Internationaal Theater Amsterdam en het Koninklijk Concertgebouworkest onder leiding van dirigent David Robertson. Regisseur was Ivo van Hove. Naast de personages Mann (Steven Van Watermeulen), diens vrouw Katia (Marieke Heebink, in een dubbelrol met de moeder van Tadzio), Von Aschenbach (Ramsey Nasr) en Tadzio (Achraf Koutet), was er een rol weggelegd voor de mythologische Charon (Aus Greidanus jr.) en voor een zanger, countertenor Yuriy Mynenko.
Scenograaf was Jan Versweyveld, die voor de productie ook gebruik maakte van videoprojectie van beelden uit Venetië, het strand en de zee. Hij gebruikte voor het decor ook veel goud, bijvoorbeeld in de vloer en het meubilair, om de decadentie van de stad in beeld te brengen. Voor de tweede helft van het stuk, dat op het strand speelt, laat hij echt zand, goudgele Belgische zavel, strooien. Deze grondsoort krast niet op de glimmende vloer.

## Verhaal
De schrijver Thomas Mann heeft problemen met schrijven: hij heeft net een kind gekregen en zijn vrouw vraagt hem de vaderrol op zich te nemen. Zuchtend achter zijn bureau - in de stijl van het burgerlijke Biedermeier - begint hij aan een boek over een schrijver, Von Aschenbach, die net als hij een schrijversblokkade heeft. Von Aschenbach wordt door Mann op reis gestuurd naar het mondaine Venetië en neemt zijn intrek in het chique Grand Hotel des Bains. Daar logeert ook Tadzio met zijn moeder, een jongen van 14 jaar met een prachtig lijf. Von Aschenbach neemt waar hoe hij eet, hoe hij zijn moeder kust, hoe hij speelt en stoeit op het strand met andere jongens.
Von Aschenbach wordt verliefd en doet mee met de jongens op het strand, maar wordt genegeerd. Uiteindelijk heeft hij een droom, waarin hij, als oudere man in pak, op het strand de liefde bedrijft met de naakte jongen. Aan het eind van het stuk laat Thomas Mann, als almachtig schrijver, zijn hoofdpersoon Von Aschenbach sterven aan de cholera, die in Venetië heerste. Dit sterven is voor hem de enige manier om door te kunnen leven, omdat hij zelf niet toe wil geven aan zijn gevoelens voor jongens.
Inmiddels is het voor zijn vrouw Katia duidelijk welke gevoelens Mann heeft voor jongens. Zo had zij in zijn manuscript dat op het bureau lag onder andere de beschrijving gelezen die Mann maakte van het naakte lichaam van de Heilige Sebastiaan, dat door pijlen doorboord werd. Toch verlaat Katia de beroemde schrijver niet en blijft zij loyaal.

## Muziek
De muziek bij het stuk is deels nieuw gecomponeerd door Nico Muhly, deels wordt muziek uit de tijd van Thomas Mann gebruikt, evenals oudere muziek in een latere bewerking. Muhly koos voor een relatief kleine orkestbezetting die moet lijken "op een salonorkest, zoals die speelden in kuuroorden, maar ook in het Lido in Venetië". Ivo van Hove streefde bij de regie naar gelijkwaardigheid van muziek en theater. Tijdens de wereldpremière zat het orkest dan ook op het toneel, deels achter een doorzichtige doek, maar vaak ook volledig zichtbaar. Muhly refereert aan de muziek van Benjamin Britten, die de opera Death in Venice schreef, maar citeert daaruit niet letterlijk. Hij liet zich ook inspireren door Claude Debussy en gebruikte een soortgelijke pentatonische toonladder als Debussy in zijn toneelmuziek voor Le martyre de Saint Sébastien van Gabriele d'Annunzio. Die wordt gespeeld als Katia in zijn manuscript leest over deze heilige. Tijdens de diverse optredens van Charon, de veerman naar het dodenrijk, klinkt als leidmotief een cyclus van 44 akkoorden, die een val naar beneden symboliseren.
In het begin van het stuk klink Fünf Sätze voor strijkkwartet van Anton Webern, gevolgd door Death in Venice van Nico Muhly. Tijdens de eerste scenes in Venetië, als Von Aschenbach zich kleedt voor het diner en aan de eettafel plaatsneemt, wordt het strijksextet gespeeld uit Capriccio van Richard Strauss. In die opera wordt een hertogin verscheurd door haar liefde voor zowel een dichter als een componist. Tijdens het eten klinkt ook Das Diner uit Strauss' muziek voor Molières Der Bürger als Edelmann.
Als Von Aschenbach verliefd raakt op Tadzio klinkt Verklärte Nacht van Arnold Schönberg, gecomponeerd naar aanleiding van een gedicht van Richard Dehmel over verbondenheid van een liefdespaar door een geheim. Vervolgens klinkt het expliciete liefdesduet Pur ti miro, pur ti godo, ("ik bemin je, ik begeer je") uit L'Incoronazione di Poppea van Claudio Monteverdi, door Muhly naar een solo voor countertenor bewerkt, met als tweede stem een althobo. Dit klinkt opnieuw als Von Aschenbach, min of meer met opzet, de trein naar huis mist, en in Venetië zal moeten blijven.
Aan het eind van het stuk zingt de countertenor twee van de Vier letzte Lieder van Strauss, Beim Schlafengehen en Im Abendrot, in een bewerking van Theo Verbey.
Op een zeker moment klinkt ook de Fuga canonica in Epidiapente uit het Musikalisches Opfer van Johann Sebastian Bach, in een bewerking van Webern. In het stuk bespelen figuranten ook een soort muziekinstrument met echt water, waarmee - versterkt - watergeluiden worden gemaakt.

## Reacties en ontvangst
De toneel- en literatuurkritiek op deze adaptatie van De dood in Venetië was zeer gemengd. In de Volkskrant werd het stuk door recensent Hein Janssen een "knap geconstrueerde bewerking" genoemd. Volgens deze krant behandelt het stuk voornamelijk de pedoseksuele voorkeuren die Thomas Mann zelf gevoeld zou hebben. De 10-jarige jongen die zo door Mann bewonderd werd, is in dit stuk ouder geworden, namelijk 14 jaar. Ook in andere kranten en tijdschriften verschenen lovende recensies. Volgens de Theaterkrant is de tekst mooi, levendig en gelaagd, de regie is effectief en met veel gevoel, de vormgeving met projectiebeelden van Venetië is fraai. De muziek is niet alleen achtergrond, maar levert allerlei gevoelens, zoals onrust, spanning, berusting en eenheid. Volgens Trouw versterkten muziek en drama elkaar optimaal, maar lag, met name aan het eind van het stuk, kitscherigheid op de loer.
NRC Handelsblad is kritisch over de voorstelling, recensent Marijn Lems schrijft over "dodelijk voorspelbaar theater" en een "teveel aan esthetiek". Ook over de rol van de muziek en de repertoirekeuzes is deze krant kritisch. Volgens de Groene Amsterdammer ontbrak het Ramsey Nasr aan kennis van de Mann-interpretaties door de jaren heen en had hij daardoor geen begrip van de vervlechting tussen Manns werk en leven en ook niet voor de literaire metaforen in het werk van Mann. In een essay met als hoofdonderwerp de rol van de literaire kritiek beschreef Marja Pruis, ook in de Groene Amsterdammer, het stuk als "in meer opzichten een ontstellend kitscherige voorstelling […] waarin de nadruk werd gelegd op een archaïsch idee van het schrijvende genie, in diens creatieve praktijk hinderlijk gestoord door vrouw en kind, uitmondende in een orgastische fantasie over jonge jongenslichamen. De holle frases waaruit de tekst bestond, werden van een instant emotioneel laagje voorzien dankzij de muzikale bombast waarmee ze werden omlijst".

## Publicatie
- Ramsey Nasr, Mijn dood in Venetië, De Bezige Bij, Amsterdam, 2019, 128 p. ISBN 978-94-0314330-9[3]